# Rivière Poussière Ouest
Rivière Poussière Ouest är ett vattendrag i Kanada.   Det ligger i provinsen Québec, i den sydöstra delen av landet, 190 km nordväst om huvudstaden Ottawa. Rivière Poussière Ouest ligger vid sjön Lac Chatelain.
I omgivningarna runt Rivière Poussière Ouest växer i huvudsak blandskog. Trakten runt Rivière Poussière Ouest är nära nog obefolkad, med mindre än två invånare per kvadratkilometer.